# Fènix de Colofó
Fènix de Colofó (en llatí Phoenix, en grec antic Φοι̂νιξ) fou un poeta iàmbic grec nadiu de Colofó.
La seva època és desconeguda, encara que potser va ser actiu al segle III aC. Només en queda constància perquè Ateneu de Naucratis va preservar alguns fragments de la seva obra. En el fragment més important conservat, es descriuen uns captaires que demanaven les almoines en nom d'un corb que portaven a les mans.